# Denise Rutherford de Zappa

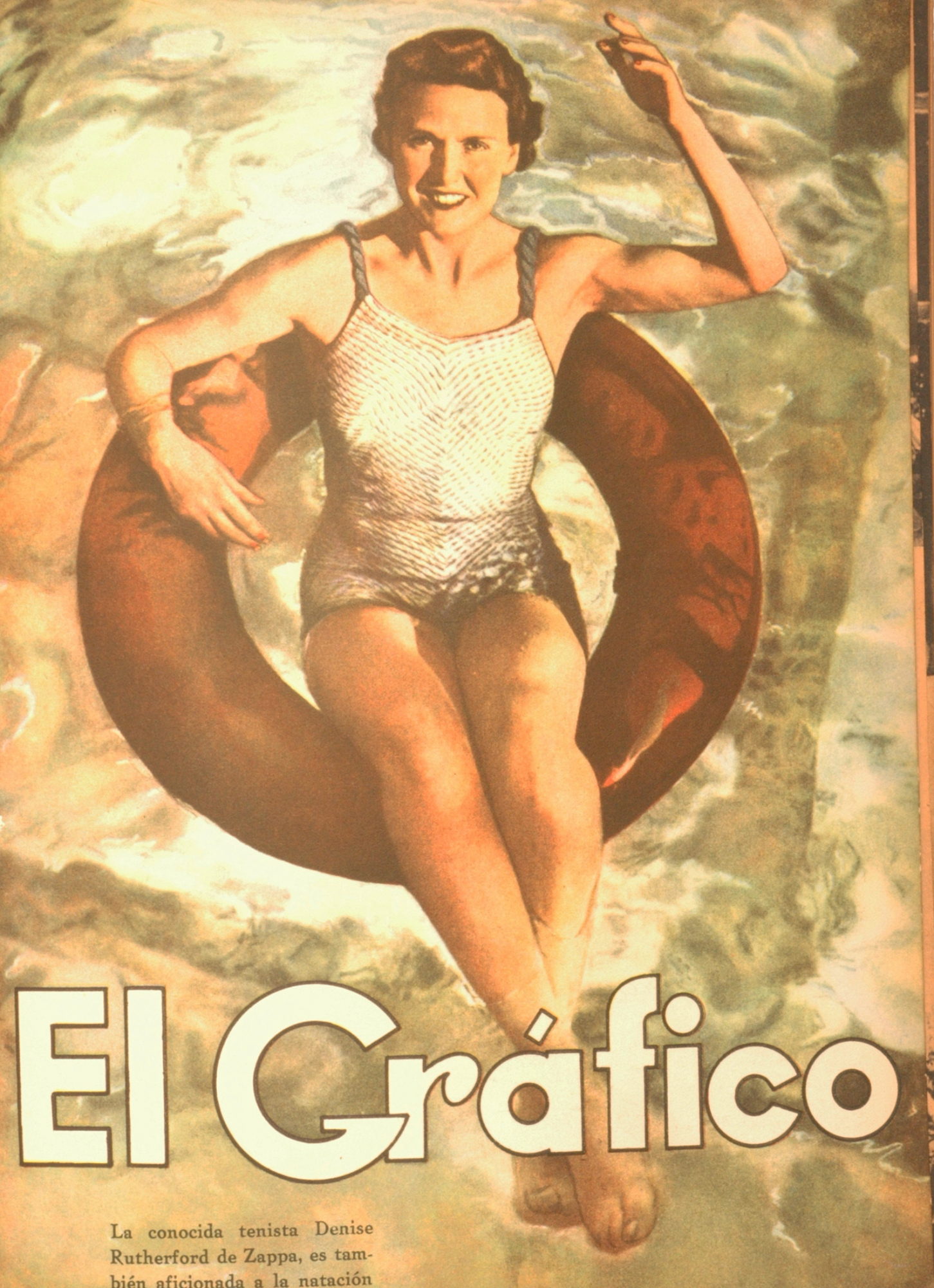
Denise Rutherford de Zappa en la tapa de la revista El Gráfico del 20 de enero de 1939. Puede leerse: La conocida tenista Denise Rutherford de Zappa, es también aficionada a la natación.

Denise Hélene Rutherford de Zappa (Blyth, Northumberland, 13 de noviembre de 1912 - Buenos Aires, 26 de diciembre de 2002) fue una tenista argentina de origen inglés que ganó el Campeonato del Río de la Plata en la edición de 1938 (derrotó a Felisa Piédrola 6-4, 2-6 y 6-3). y había llegado a la final del torneo el año anterior, en la que perdió con Marga Trede de Fitting.
En dobles de damas ganó en seis ocasiones el mismo torneo: en 1937 y 1938 junto a María Elena Bushell y en 1942, 1944, 1945 y 1946 junto a Felisa Piédrola. Asimismo, llegó a la final de 1939 haciendo dupla con Marga Trede de Fitting (perdieron contra Felisa Piédrola y Juana Ida Stocker) y en 1941 haciendo dupla con Felisa Piédrola (perdieron contra Analía Obarrio de Aguirre y Delia B. de Caimi Garmendia).
En dobles mixtos ganó en dos oportunidades el torneo: en 1937 junto a Adriano Zappa (derrotaron a Ana Pauwels de Madrid y Lucilo del Castillo) y en 1939, también junto Adriano Zappa, derrotaron a Marga Trede de Fitting y Lucilo del Castillo. Asimismo, llegó a la final del torneo junto a Adriano Zappa en las ediciones de 1935 (perdieron contra Mónica Ricketts y Adelmar Echeverría) y 1939 (perdieron contra María Elena Bushell y Alberto Isely).